# Сайо (Орегон)
Сайо (англ. Scio) — місто (англ. city) в США, в окрузі Линн штату Орегон. Населення — 956 осіб (2020).

## Географія
Сайо розташоване за координатами 44°42′16″ пн. ш. 122°51′3″ зх. д. / 44.70444° пн. ш. 122.85083° зх. д. (44.704514, -122.850830).  За даними Бюро перепису населення США в 2010 році місто мало площу 0,97 км², уся площа — суходіл. В 2017 році площа становила 1,06 км², уся площа — суходіл.

## Демографія
Згідно з переписом 2010 року, у місті мешкало 838 осіб у 306 домогосподарствах у складі 225 родин. Густота населення становила 862 особи/км².  Було 324 помешкання (333/км²).
Расовий склад населення:
| - 91,4 % — білих - 1,8 % — корінних американців - 0,6 % — азіатів - 0,4 % — чорних або афроамериканців - 0,1 % — вихідців з тихоокеанських островів - 2,0 % — осіб інших рас |

До двох чи більше рас належало 3,7 %. Частка іспаномовних становила 3,1 % від усіх жителів.
За віковим діапазоном населення розподілялося таким чином: 27,1 % — особи молодші 18 років, 58,9 % — особи у віці 18—64 років, 14,0 % — особи у віці 65 років та старші. Медіана віку мешканця становила 34,8 року. На 100 осіб жіночої статі у місті припадало 99,0 чоловіків;  на 100 жінок у віці від 18 років та старших — 89,8 чоловіків також старших 18 років.
Середній дохід на одне домашнє господарство  становив 52 824 долари США (медіана — 49 531), а середній дохід на одну сім'ю — 55 047 доларів (медіана — 52 411). Медіана доходів становила 42 188 доларів для чоловіків та 36 250 доларів для жінок. За межею бідності перебувало 16,2 % осіб, у тому числі 16,0 % дітей у віці до 18 років та 0,0 % осіб у віці 65 років та старших.
Цивільне працевлаштоване населення становило 377 осіб. Основні галузі зайнятості: роздрібна торгівля — 22,3 %, освіта, охорона здоров'я та соціальна допомога — 17,8 %, будівництво — 12,2 %, виробництво — 9,8 %.